# Старухін Всеволод Анатолійович
Старухін Всеволод Анатолійович (13 грудня 1971) — був генеральним директором ДТЕК Енерго до жовтня 2016 року.

## Освіта
У 1995 році закінчив Варшавську школу економіки за фахом «Міжнародна економіка». У 2003 році здобув учений ступінь «Кандидат економічних наук» у Московській академії праці й соціальних відносин. Працюючи в ДТЕК, пройшов навчання за спільною програмою London Business School (Велика Британія) та Академії ДТЕК «Енергія Лідера».

## Біографія
Всеволод Анатолійович Старухін народився 13 грудня 1971 року в місті Караганда, Казахстан.
У 1995 році закінчив Варшавську Школу економіки за фахом «Міжнародна економіка». У 2003 році здобув вчений ступінь «Кандидат економічних наук» у Московській Академії праці й соціальних відносин. Працюючи у ДТЕК, пройшов навчання за спільною програмою London Business School (Велика Британія) та Академії ДТЕК «Енергія Лідера».
У 1995—1996 роках розпочав кар'єру у «Крафт Якобс Сушар» на позиції менеджера з кредитного контролю й фінансових операцій. Із листопада 1996 до травня 2006 року очолював фінансові підрозділи компанії «МАРС» у Росії, Угорщині, Нідерландах, Бразилії. У 2006—2008 роках працював у «Шлюмберже» фінансовим менеджером у штаб-квартирі компанії у Франції, а пізніше фінансовим директором у Росії. У квітні 2008 року перейшов на посаду фінансового директора глиноземного дивізіону компанії «РУСАЛ» (Москва).
У грудні 2009 року приєднався до команди ДТЕК на посаді заступника директора з фінансів, у березні 2010 року очолив дирекцію з фінансів ДТЕК.
У вересні 2014 року призначений генеральним директором ДТЕК Енерго.
У жовтні 2016 року покинув компанію.

## Трудова діяльність
Досвід роботи на керівних посадах — 19 років: з 1996 року очолював фінансові підрозділи компанії «МАРС» в Росії, Угорщині, Нідерландах, Бразилії, з 2006 року — фінансовий менеджер у штаб-квартирі «Шлюмберже» у Франції, а пізніше фінансовий директор у Росії. З 2008 року перейшов на посаду фінансового директора глиноземного дивізіону компанії «РУСАЛ» (Москва). У грудні 2009 року приєднався до команди ДТЕК на посаді заступника директора з фінансів, у березні 2010 року очолив дирекцію з фінансів ДТЕК. У вересні 2014 року призначений генеральним директором ДТЕК Енерго.